# Ресинос, Адриан
Адриан Ресинос (исп. Adrián Recinos; 1886—1962) — гватемальский историк-маянист, публицист, переводчик, дипломат и политик. Ресинос изучал национальную историю Гватемалы, особенно цивилизацию майя и древнюю историю майянских народов киче и какчикель.
Он опубликовал первое испанское издание «Пополь Вух», основанное на его переводе рукописи, найденной в библиотеке Ньюберри в Чикаго. Он также опубликовал свои переводы других древних рукописей майя, в том числе Анналов Какчителей («Anales de los Cakchiqueles»).

## Биография
Адриан Ресинос родился 5 июля 1886 года в Антигуа-Гватемале в семье Теодоро М. Ресиноса и Рафаэлы Авилы де Ресинос. Женился на Марии Паломо, у них было пятеро детей: Беатрис, Изабель, Мэри, Адриан-младший и Лауру. Все четыре его дочери останутся в Гватемале, а Адриан-младший будет учиться в Гарвардском университете, а позже станет доктором медицинских наук в США, проживая в Вашингтоне, округ Колумбия.
Адриан Ресинос получил степень бакалавра наук и литературы в 1902 году и окончил юридический факультет в Гватемале в 1907 году. Он сделал общественную карьеру дипломата и был секретарём дипломатической миссии в Сальвадоре (1908), заместителем государственного секретаря (1910—1920), министром иностранных дел (1922—1923), послом во Франции, Испании и Италии (1923—1925), президентом (председаетелем) Законодательного собрания (1926) и послом в США (1928—1943).
На президентских выборах 1944 года занял второе место из всех кандидатов, однако его окружение включало в себя ряд лиц, связанных со свергнутой диктатурой Убико, а популярность победителя Хуана Хосе Аревало была столь высока, что количество поданных за них голосов соотносилось как 86,25 % на 7,07 %.

## Наследие
Ресинос страстно интересовался историей Гватемалы и был одним из основателей Общества географии и истории Гватемалы (Sociedad de Geografía e Historia de Guatemala), которое в 1979 году было переименовано в Академию географии и истории Гватемалы (Academia de Geografía e Historia de Guatemala). Он также был членом Мексиканского общества географии и статистики (Sociedad de Geografía y Estadística, Мехико), Американского исторического общества (Sociedad Histórica Americana, Буэнос-Айрес), Иберийско-американского института сравнительного права (Instituto Iberico-Americano de Derecho Comparado, Мадрид) и других учреждений. Вместе с Вирхилио Родригесом Бететой он основал юридический журнал El Derecho.
Адриан Ресинос получил национальное и международное признание за свои публикации по истории Гватемалы и переводы древних рукописей майя.

## Опубликованные работы
- Monografía del Departamento de Huehuetenango. — Guatemala : Tipografía Sánchez & de Guise, 1913.
- Lecciones de filosofía. — Guatemala, 1914.
- La ciudad de Guatemala, crónica histórica desde su fundación hasta los terremotos de 1917-1918. — Guatemala, 1922.
- Poesías de José Batres Montúfar (natural de Guatemala). — Madrid : Imprenta Helénica, 1924.
- Popol Vuh: las antiguas historias del quiché. — Mexico : Fondo de Cultura Económica, 1947.
- Título de los señores de Totonicapán traducción y notas. — 1949.
- Memorial de Sololá, Anales de los cakchiqueles; / traducción directa del original, introducción y notas de Adrián Recinos. Título de los señores de Totonicapán; traducción del original quiché por Dionisio José Chonay, introducción y notas de Adrián Recinos. — Mexico : Fondo de Cultura Economica, 1950.
- Pedro de Alvarado: conquistador de México y Guatemala. — Mexico : Fondo de Cultura Económica, 1952.
- Crónicas indígenas de Guatemala. — Guatemala : Universidad de San Carlos, 1957.
- Doña Leonor de Alvarado y otros estudios. — Guatemala : Editorial Universitaria, 1958.